# مقاطعة لينكون (أوريغون)
مقاطعة لينكون (بالإنجليزية: Lincoln County)‏ هي إحدى مقاطعات ولاية أوريغون في الولايات المتحدة الأمريكية.